# 两水护国灵贶王庙
两水护国灵贶王庙，位于山西省长治市长子县大堡头镇两水村，是一处山西省文物保护单位。
2021年8月4日，两水护国灵贶王庙公布为第六批山西省文物保护单位，年代为元、清，古建筑类，编号6-157。